# ليا كورتيس
ليا كورتيس (بالإنجليزية: Leah Curtis)‏ هي لاعبة كرة قدم أسترالية، ولدت في 16 أبريل 1989 في بريزبان في أستراليا. لعبت مع Brisbane Roar FC (women) ‏.